# Alois Hudal
Alois Hudal (31. května 1885, Štýrský Hradec – 13. května 1963, Řím) byl rakouský katolický biskup, který pracoval v Římě při pastoraci německých katolíků a na sklonku druhé světové války a po ní pomáhal nacistickým zločincům uprchnout před spravedlností (většinou do Argentiny) pomocí krysích stezek. S jeho pomocí uprchli i Adolf Eichmann a Franz Stangl.

## Život
Na kněze byl vysvěcen roku 1908, titulárním biskupem aelským se stal v roce 1933. Snažil se nalézt styčné body mezi katolicismem a národním socialismem, nicméně u obou stran převážilo nad občasným zájmem odmítání. Jeho stěžejním dílem v této oblasti je kniha Die Grundlagen des Nationalsozialismus (1936).
Ve Vatikánu Hudal založil rakouskou sekci papežské komise pro pomoc uprchlíkům, díky níž získal pro svou pozdější činnost odpovídající krytí. Desetitisíce běženců a poválečný rozvrat znemožňovaly detailní kontrolu údajů. Italské úřady a spojenecká místa proto benevolentně vydávala povolení k odjezdu ze země.
Svou pomoc při útěku nacistů po válce Hudal označoval jako akt charitativní lásky k bližnímu. Spolu s františkánem Krunoslavem Draganovičem se podílel na vytváření organizace označované spojenci jako krysí stezka (angl. ratline), využívali přitom pomoci Červeného kříže a Caritas, výraznou pomoc mu poskytl Giuseppe Siri, arcibiskup janovský. Hudal uprchlíkům vydával falešné průvodní listy a vatikánské pasy (s největší pravděpodobností bez vědomí vatikánských úřadů) a využíval pro jejich ukrývání sítě klášterů. Tímto způsobem před spravedlností uprchlo více než tisíc osob, mezi nimi i mnoho vedoucích představitelů chorvatského ustašovského režimu. Nutno podotknout, že většina mnichů s největší pravděpodobností neměla tušení o skutečné totožnosti ukrývaných osob.
Poměrně brzy tuto trasu objevila i americká tajná služba CIC, která ji využívala pro dopravu svých agentů ze sovětské okupační zóny v Rakousku.
Od konce čtyřicátých let byl Hudal postupně izolován. Jeho úsilí o rehabilitaci bývalých nacistů bylo přijímáno s nelibostí. Papež Pius XII., za podpory rakouského episkopátu, rozhodl o Hudalově odvolání z čela koleje Anima. Dožil zatrpklý v Římě.

## Osoby, kterým pomohl k útěku
- Josef Mengele (prováděl smrtící lékařské pokusy na vězních)
- Adolf Eichmann (strůjce holocaustu)
- Walter Rauff (vynálezce pojízdných plynových komor)
- Franz Stangl (velitel koncentračního tábora Treblinka)
- Gerhard Bohne (v roce 1940 řídil euthanasii nepohodlných osob)
- Erich Priebke (zúčastnil se masakru více než 300 rukojmí v Itálii v roce 1944)
- Hans-Ulrich Rudel (letec s více než 500 zničenými sovětskými tanky na kontě)
- Dr. Otto von Wächter (guvernér krakovského distriktu, později guvernér haličského distriktu)
- Eduard Roschmann („Řezník z Rigy“)